# Brand Blanshard
Percy Brand Blanshard (Fredericksburg, Ohio, 27 d'agost de 1892 − New Haven, Connecticut, 19 de novembre de 1987) va ser un filòsof estatunidenc conegut principalment per la seva defensa de la raó.
Blanshard era un racionalista que va defensar una concepció forta de la raó durant un segle en què la raó va ser atacada des de la posició filosòfica. Generalment considerat com un dels últims idealistes absoluts grans i fortament influenciat per l'idealisme britànic (especialment FH Bradley i Bernard Bosanquet), que no obstant això, es va apartar de l'idealisme absolut, en alguns aspectes. Va acceptar l'idealisme epistemològic, però, a diferència de Berkeley, Hegel, Royce, o Bosanquet, no estava preparat per fer el pas addicional a l'idealisme ontològic. Ell va permetre que el món material, i les partícules atòmiques dels quals es creu que es compon, pot existir independentment de la ment. En aquest sentit, no va acceptar el dictamen fonamental de l'idealisme ontològic de Berkeley, esse est percipi que (ser és ser percebut).

## Obres fonamentals
- The Nature of Thought. London: Allen & Unwin, Library of Philosophy series. 1939.
- Reason and Goodness. London: Allen & Unwin, Muirhead Library of Philosophy. 1961.
- Reason and Analysis. London: Allen & Unwin. 1962. The Paul Carus lectures, 12th series.
- The Uses of a Liberal Education. La Salle, Illinois: Open Court. 1973.
- Reason and Belief. London: Allen & Unwin. 1974.